# Martha Stewart Living Omnimedia
Martha Stewart Living Omnimedia es un amplio portafolio de multimedios que incluye propiedades premiadas como la revista y su programa de televisión de amplia sindicación, Martha Stewart Living; la revista Martha Stewart Weddings (revista sobre bodas); la revista y el programa de televisión de PBS Everyday Food (sobre los alimentos); mercadería de consumo masivo que se vende en Kmart; y su línea de muebles Martha Stewart Signature (la marca de Martha Stewart) que se comercializa a través de Bernhardt Furniture.		 
A través de éste Martha Stewart, su fundadora, le brinda todo el mundo en la culinaria, sus mejores técnicas y valiosos consejos para comenzar y para mantener un jardín con éxito y enseña como crear preciosos centros de mesa y arreglos florales. Y cuando se trata de las artes domésticas, Martha está repleta de útiles consejos y fantásticas ideas de decoración que nos enseñan cómo hacer de nuestro hogar un lugar más precioso y eficiente.

## La corporación
Directivos:
· Martha Stewart (fundadora) · Susan Lyne (jefa ejecutiva) · Charles Koppelman (presidente) · Gael Towey (jefe creativo) · James Follo (jefe financiero) 
Personalidades:
Jennifer Hutt · Marc Morrone · Christine Nagy · Alexis Stewart · Martha Stewart

## Emprendimientos
Publicaciones: 
· Blueprint · Body + Soul · Everyday Food · Kids · Martha Stewart Baby · Martha Stewart Living · Martha Stewart Weddings
Televisión: 
Everyday Food · Martha · Martha Stewart Living · Petkeeping with Marc Morrone
Radio: 
Martha Stewart Living Radio (Sirius Satellite Radio) · Whatever with Alexis and Jennifer
Merchandising: 
Martha Stewart Everyday · Martha Stewart Signature
Comercio: 
·  · Martha Stewart Flowers · Martha's Cards